# 5 Aleksandryjski Pułk Huzarów

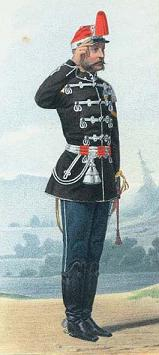
Huzar 5 Aleksandryjskiego Pułku Huzarów

5 Aleksandryjski Pułk Huzarów Jej Imperatorskiej Wysokości Aleksandry Fiodorownej (ros. 5-й гусарский Александрийский Ее Императорского Величества Государыни Императрицы Александры Федоровны полк) – pułk kawalerii okresu Imperium Rosyjskiego.

## Charakterystyka
Sformowany 11 sierpnia 1776. Święto pułkowe: 30 sierpnia. Dyslokacja w 1914: Samara. Oddział ze względu na barwę umundurowania zyskał sobie miano czarnych huzarów.
Aleksandryjski pułk huzarów brał udział w działaniach zbrojnych epoki napoleońskiej, walczył m.in. w bitwie pod Horodeczną 31 lipca 1812. Podczas kampanii 1812 roku wchodził w skład 3 Armii Rezerwowej gen. Aleksandra Tormasowa.
Pułk brał również udział w działaniach zbrojnych okresu I wojny światowej. Został rozformowany w 1918.

## Przyporządkowanie 1812
- 3 Armia Rezerwowa Imperium Rosyjskiego – gen. Aleksander Tormasow
  - 2 Korpus Piechoty (10 Korpus Armii Głównej) – gen. Jewgienij Markow
    - kawaleria korpuśna: aleksandryjski regiment huzarów (8 szwadronów)

## Przyporządkowanie 1 stycznia 1914
- 16 Korpus Armijny (16 АК, 16 армейский корпус)
  - 5 Dywizja Kawalerii (5 кавалерийская дивизия)
    - 5 Aleksandryjski pułk huzarów – Samara

## Opis odznaki
Krzyż maltański pokryty czarną emalią, na każdym z ramion dyskretny, ozdobny motyw w kształcie huzarskich haftek.
W centralnym miejscu krzyża trupia czaszka z dwoma skrzyżowanymi piszczelami, tzw. totenkopf.